# 開東閣

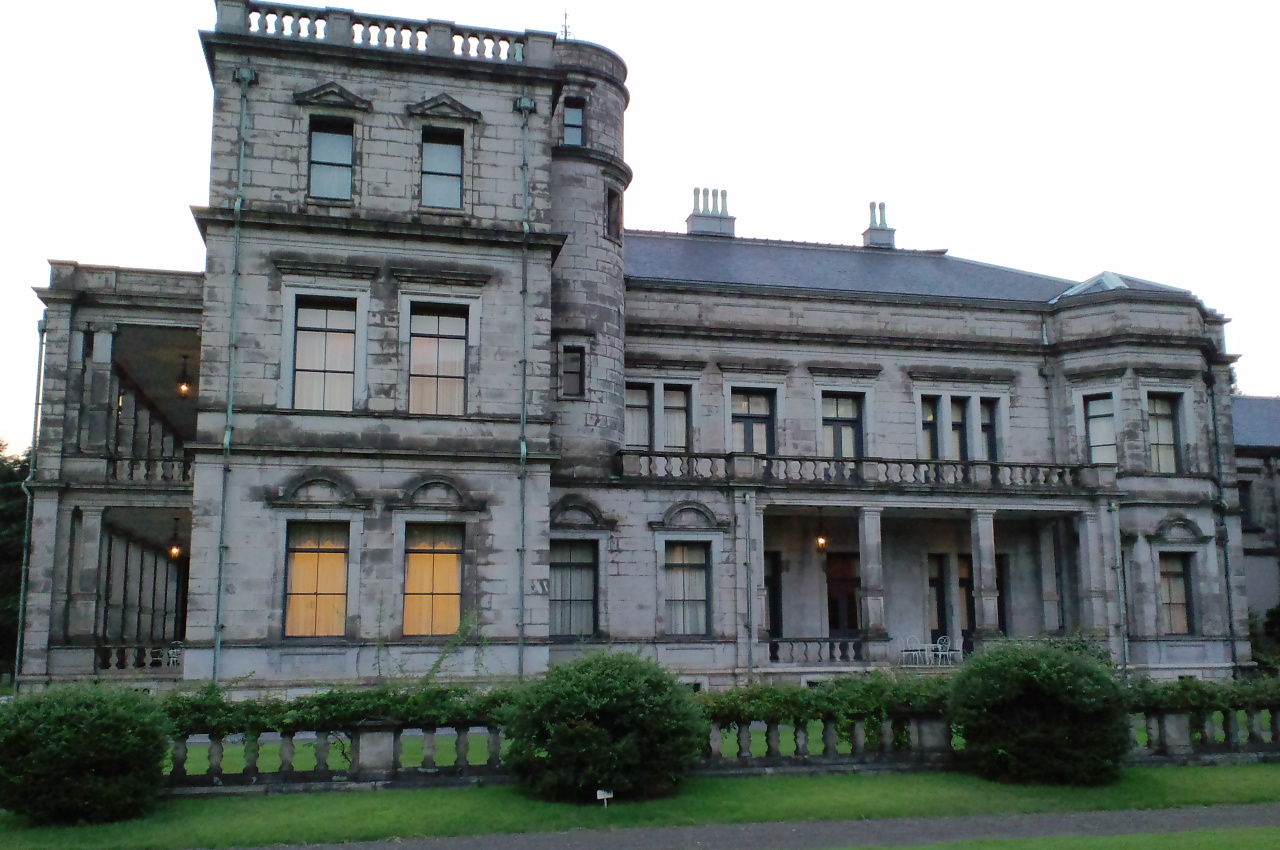
開東閣本館

開東閣（かいとうかく）は、東京都港区高輪にある洋風建築であり、旧岩崎家高輪別邸である。

## 概要
晩年の岩崎弥之助は1889年（明治22年）に伊藤博文の邸宅地16,500坪を10万円（現在の価値で約20億円）で購入して別邸地とし、ジョサイア・コンドルに設計を依頼した。弥之助は駿河台にある屋敷を息子の三菱財閥第4代総帥である岩崎小弥太に譲り、そこから敷地内へ移築した日本家屋に移り住んで洋館の完成する日を待ったが、完成を見ることなく1908年（明治41年）3月25日に癌により死去。同年に11,200坪の広大な敷地面積を有する大邸宅が完成した。1911年（明治44年）に小弥太は温室や小弥太の弟の輝弥の邸宅があった邸宅西側に36坪の書庫と事務所、関覧室を建設し、保岡勝也設計の静嘉堂文庫（現存せず）を移築した。この書庫は鉄筋コンクリート造の3階建で、中間に空気層を設けた二重壁の構造や書棚の配置から割り出した窓の配置、鉄骨造の防火扉を設置するなど、貴重な蔵書の保全に細心の注意を払ったものであった。
この邸宅は小弥太夫妻の住まいやもてなしの場に使用され、1938年（昭和13年）に三菱財閥に譲渡され、開東閣と名付けられた。
敷地内には巨大な洋館と洋風庭園があり、離れには駿河台から移築した邸宅と釈迦堂、正門には旧国宝であった旧備前池田候江戸上屋敷表門が移築され、弥之助の設計による1,500坪もの広さの温室や500坪の牡丹園、200坪の藤棚があった。
1945年（昭和20年）5月に発生した東京大空襲によって、洋館は外壁のみ残し内部を焼失し、旧国宝であった正門や日本邸宅、釈迦堂、温室などが焼失した。
小弥太は晩年ここで療養生活を送り、同年12月2日に死去した。
GHQの接収が解除された後、1963年（昭和38年）に内装の復旧工事が始まり、翌年に完成した。
一般公開はされておらず、現在は三菱グループの倶楽部として使われている。周囲は鬱蒼とした森となっており、外部からは建物は見えない。

## 所在地・交通
東京都港区高輪4丁目25番33号
- JR・京急品川駅から徒歩15分。
- JR・東急・都営地下鉄五反田駅から徒歩18分。